# У любви — женское лицо (телесериал, 1971)
У любви — женское лицо (исп. El amor tiene cara de mujer) — мексиканская 760-серийная мелодрама с элементами драмы 1971 года производства телекомпании Telesistema Mexicano. Является первым мексиканским телесериалом с производством свыше 500 серий, начиная с этого сериала появилось название «мексиканская мыльная опера». Первая роль актрисы Анхелики Арагон.

## Синопсис
Телесериал рассказывает о жизни четырёх женщин разных возрастов и социальных классов: Луси Эскала, Вики, Лауры и Матильде. Вики и Луси на протяжении всей истории будут заниматься личными проблемами, а также наслаждаться радостями жизни и крепкой дружбой.

## Создатели телесериала

### В ролях
- Сильвия Дербес† - Лаура Вальдес
- Ирма Лосано† - Матильде Суарес
- Иран Йори† - Виктория «Вики» Гальярдо Пиментель
- Луси Гальярдо - Луси Эскала
- Клаудио Обрегон - Пабло Ланда
- Хавьер Марк - Фернандо Угалде
- Хорхе Ортис де Пинедо - Густаво Артиага
- Мария Эухения Риос - Консуэло Суарес
- Рубен Рохо† - Хулио
- Мигель Корсега† - Альберто
- Ольга Бреескин - Милена дель Реал
- Хулиан Пастор† - Эмилио Суарес
- Карлос Камара† - Альфредо Бустаманте
- Ана Лилия Товар - Нерина Суарес
- Магда Альер† - Амелия Ланда
- Глория Летисия Ортис - Берта Вальдес
- Фернандо Мендоса - Дон Мануэль Молнар
- Мария Дуглас - Летисия Гальярдо
- Даниэла Росен - Марта Инес Амескуа
- Эктор Андремар - докторт Диего Соларес
- Карлос Бесерриль - Даниэль Эскала
- Антонио Медельин† - Карлос Гарсия Иглесиас
- Бети Катания - Нора Товар де Гарсия Иглесиас
- Хули Фурлонг - Кристина
- Эстела Чакон† - Лили Молнар/Эстер
- Тере Гробоис - Диана
- Энрике дель Кастильо - адвокат Рестрепо
- Маноло Кальво - доктор Вильяфанле
- Анель - Клаудия
- Гильермо Агилар - Эрнан Гевара
- Антонио Раксель† - сестра Амескуа
- Отто Сирго - Хулио
- Асусена Родригес - Кларисса
- Херардо дель Кастильо - Арнольдо
- Карлос Монден† - Эдуардо
- Хоакин Кордеро† - Эрнесто
- Хорхе дель Кампо - Билли
- Хосефина Эскобедо† - тётя Алькира
- Карлос Альберто Бадиас - доктор Гай
- Альдо Монти - Абель Делакроикс
- Густаво Рохо† - Кристиан
- Оливия Мичель - Дора Неслер
- Берта Мосс† - Лусия
- Рафаэль дель Рио - Сесар
- Лола Тиноко - Мария
- Мария Мартин - Леонила
- Хулио Монтерде† - Отон
- Рауль Мерас
- Карина Дюпре
- Кристина Морено
- Эвита Муньос "Чачита"†
- Октавио Галиндо† - Гильермо
- Вероника Кастро
- Аурора Молина†
- Андреа Котто
- Педро Дамиан - Анибаль
- Анхелика Арагон
- Эдит Гонсалес
- Барбара Хиль† - Сара
- Хильберто Роман - Рейнальдо

### Административная группа
- оригинальный текст: Нене Каскальяр
- адаптация: Эстела Кальдерон, Мануэль Кансеко Норьега
- оператор-постановщик: Хьюго Сервантес
- режиссёр-постановщик: Фернандо Вагнер
- продюсер: Валентин Пимштейн